# Anycteola
Anycteola is een monotypisch geslacht onder de nachtvlinders van de familie Noctuidae opgericht door William Barnes en Foster Hendrickson Benjamin in 1929. De enige soort, Anycteola fotelloides, werd voor het eerst beschreven door Barnes en James Halliday McDunnough in 1916. De soort komt voor in de Amerikaanse staat Arizona. 